# Калинин (Яковлевский район)
Калинин — хутор в Яковлевском районе Белгородской области России. Дао 2018 года входил в состав  Терновского сельского поселения.

## География
Хутор расположен на правом берегу реки под названием Липовый Донец (бассейна Дона), в 5 км по прямой к востоку от районного центра, города Строителя, в 8 км по прямой к северу от северных окраин города Белгорода. Ближайшие населённые пункты: село Шопино,  хутор Красный Восток,село Вислое, село Терновка.

### Часовой пояс
Калинин, как и вся Белгородская область, находится в часовой зоне МСК (московское время). Смещение применяемого времени относительно UTC составляет +3:00.

## Население
| 2002 | 2010 |
| ---- | ---- |
| 121  | ↘82  |

## Инфраструктура
В хуторе одна улица- Калиниская. Рядом с хутором находится железнодорожная станция Терновка.